# Stanisław Wenglorz
Stanisław Wenglorz (ur. 22 sierpnia 1950 w Cieszynie) – polski wokalista rockowy i popowy, wydawca.

## Życiorys
Pochodzi z Cieszyna, tamże zaczął śpiewać w chórach oraz uczył się gry na gitarze klasycznej i fortepianie w szkole muzycznej. W latach 1967–1969 śpiewał w zespole Bardowie, a następnie we własnym zespole balladowym. W 1970 roku wystąpił w koncercie Debiuty podczas VIII Krajowego Festiwalu Piosenki Polskiej w Opolu. Przez rok był słuchaczem Studia Piosenki Stołecznej Estrady (1970). Dwukrotny uczestnik Lubelskich Spotkaniach Wokalistów Jazzowych (m.in. w 1971) brał również udział w Studenckim Festiwalu Jazzowym „Jazz nad Odrą” (1974). Jesienią 1974 roku zdobył I nagrodę w konkursie piosenkarski w warszawskim klubie Riviera Remont za wykonanie utworu „Podróż I”. W latach 70. był wokalistą m.in. zespołów Wiślanie 69, Układ, Projekt, zaś w 1977 roku współpracował ze Skaldami, z którymi nagrał m.in. swój największy przebój pt. „Nie widzę ciebie w swych marzeniach”. W 1978 roku trafił do Budki Suflera, z którą nagrał cztery utwory: „Ślady na piasku”, „Rozmowa”, „Kula nocnego światła” i „Życiowy numer”. W latach 80. nagrał dwie solowe płyty długogrające, czyli : Dziś dotarłem do rozstajnych dróg (1982) – z tego krążka pochodzą najbardziej znane piosenki wokalisty, czyli: „Okno z widokiem na parlament” oraz „Emanueli część trzecia i ostatnia” – i Niedokończona rozmowa (1986). W latach 1982–1983 współpracował z warszawską grupą Zoo z którą nagrał 4 utwory w Polskim Radio, a mianowicie: „Siłą rzeczy”, „Stutonowy walec”, „Ostatni remanent” i „Rock Gimnastyka”. W 2020 roku nakładem wydawnictwa Kameleon Records ukazał się wybór jego nagrań radiowych na płycie zatytułowanej Nie widzę ciebie w swych marzeniach. Kolekcja nagrań archiwalnych z lat 1975–1981. Wydawca ten jest również dystrybutorem reedycji jego albumów Dziś dotarłem do rozstajnych dróg i Niedokończona rozmowa.
Od roku 1985 mieszka w Niemczech. Od lat wydaje tam gazetę w języku polskim pt. Info-Tips i organizuje koncerty muzyczne.